# Suisse aux Jeux olympiques d'hiver de 1956
Cet article contient des informations sur la participation et les résultats de la Suisse aux Jeux olympiques d'hiver de 1956 à Cortina d'Ampezzo en Italie. La Suisse était représentée par 59 athlètes. 
La délégation suisse a récolté en tout 6 médailles : 3 d'or, 2 d'argent, et 1 de bronze. Elle a terminé au 4e rang du classement des médailles.

## Médailles
| Médaille                            | Nom                                                    | Sport     | Compétition         |
| ----------------------------------- | ------------------------------------------------------ | --------- | ------------------- |
| Médaille d'or, Jeux olympiques      | Madeleine Berthod                                      | Ski alpin | Descente femmes     |
| Médaille d'or, Jeux olympiques      | Renée Colliard                                         | Ski alpin | Slalom femmes       |
| Médaille d'or, Jeux olympiques      | Franz Kapus Gottfried Diener Robert Alt Heinrich Angst | Bobsleigh | Bob à quatre hommes |
| Médaille d'argent, Jeux olympiques  | Raymond Fellay                                         | Ski alpin | Descente hommes     |
| Médaille d'argent, Jeux olympiques  | Frieda Dänzer                                          | Ski alpin | Descente femmes     |
| Médaille de bronze, Jeux olympiques | Max Angst Harry Warburton                              | Bobsleigh | Bob à deux hommes   |